# Uniolinae
Uniolinae, podtribus trajnica i jednogodišnjeg bilja iz porodice trava, dio je tribus Eragrostideae, čije su vrste iz pet rodova rasprostranjene po dijelovima Afrike, Azije i Sjeverne i južne Amerike
Podtribus, opisan 1982. nosi ime po američkom rodu Uniola, hrvatski nazvanog ravnog klasa trava.

## Rodovi
1. Fingerhuthia Nees ex Lehm. (2 spp.)
2. Entoplocamia Stapf (1 sp.)
3. Tetrachne Nees (1 sp.)
4. Uniola L. (5 spp.)
5. Tetrachaete Chiov. (1)